# Cuxhaven-Vertrag

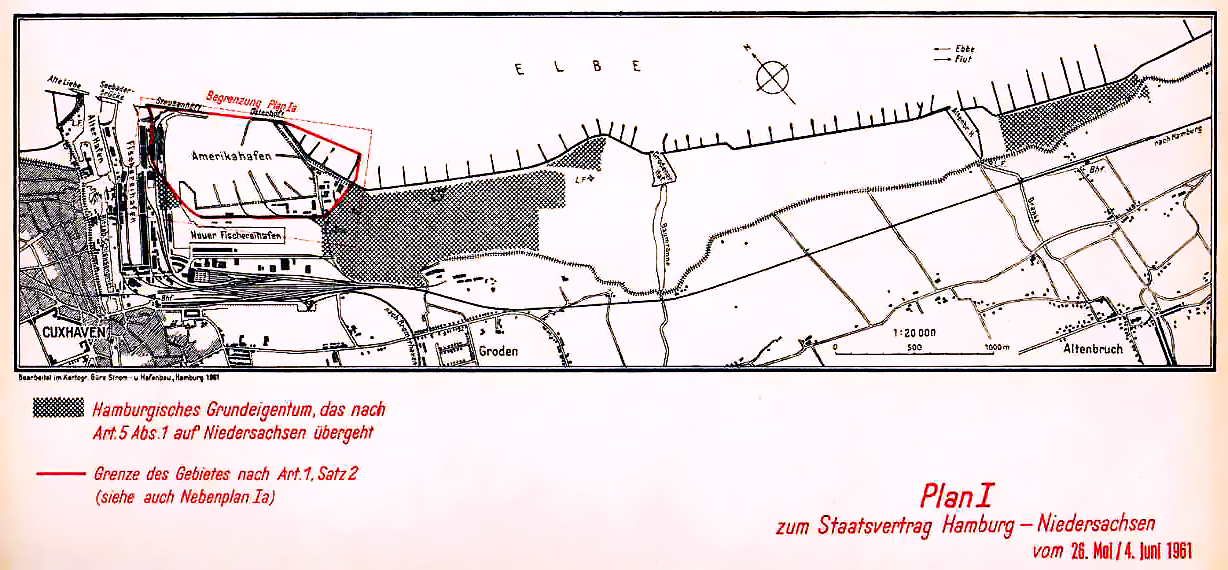
Cuxhaven-Vertrag Plan I: Position des Amerikahafens im Sinne des Vertrags

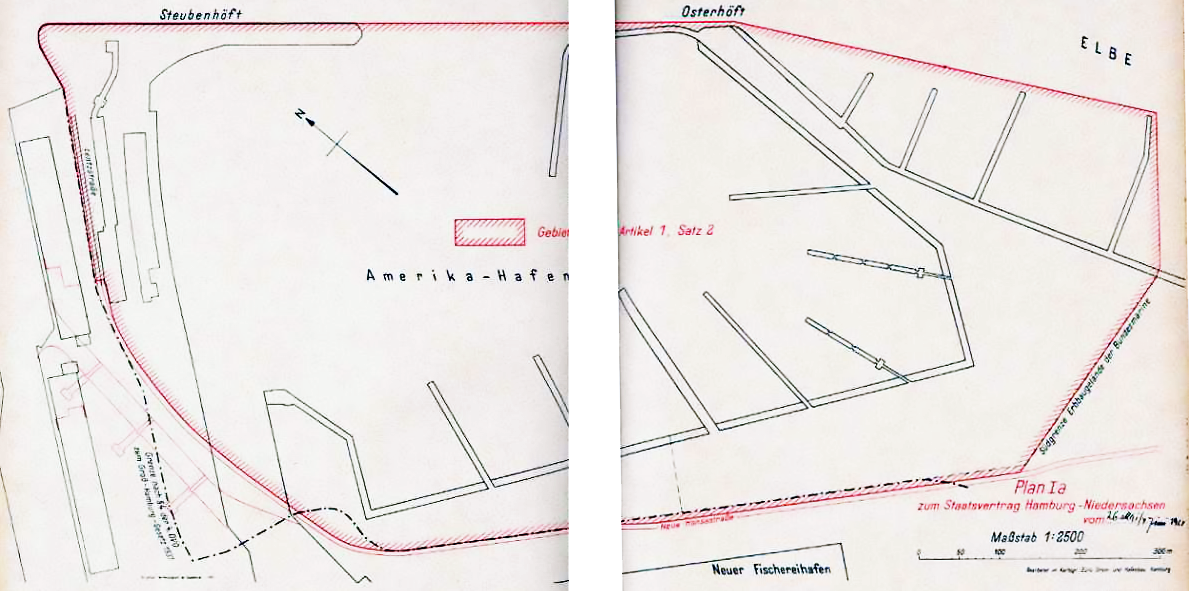
Cuxhaven-Vertrag Karte 1: Gebiet des Amerikahafens im Sinne des Vertrags

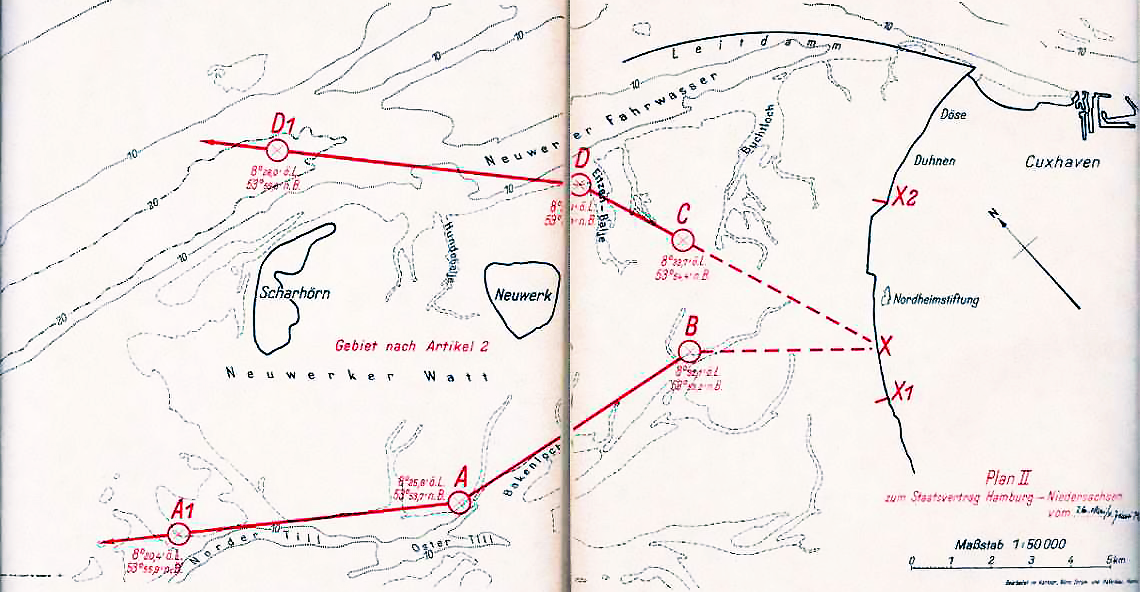
Cuxhaven-Vertrag Karte 2: Gebiet Neuwerks im Sinne des Vertrags

Der Cuxhaven-Vertrag ist ein Staatsvertrag zwischen den Bundesländern Niedersachsen und Hamburg zum Tausch von Hafengebieten in Cuxhaven und dem Wattgebiet um Neuwerk vom 3. Oktober 1961. Er ermöglichte der Stadt Cuxhaven die Erweiterung ihres Fischereihafens und Hamburg die „Vorsorge“ für einen möglichen Vorhafen/Tiefwasserhafen im Wattgebiet der Inseln Neuwerk und Scharhörn. Das bis März 1937 hamburgische Neuwerk ging damit zum 1. Oktober 1969 wieder in Hamburger Staatsgebiet zurück. Die Hafenanlagen in Cuxhaven betrafen den Amerikahafen und das Steubenhöft, die vor dem Neuen Fischereihafen lagen. Hamburg trat die Hafenanlagen dann 1993 an das Land Niedersachsen ab.
Der Anstoß für diesen Vertrag lag im Bedarf Cuxhavens, seine Seefischereiindustrie nach dem Zweiten Weltkrieg auszubauen. Hamburg hatte sich mit der vierten Durchführungsverordnung zum Groß-Hamburg-Gesetz vom 22. März 1937 den Amerikahafen im Cuxhavener Stadtgebiet als Exklave gesichert. Dies schränkte Cuxhavens Planungen sehr stark ein. Im Laufe von langjährigen Verhandlungen, immer detailreicheren Planungen, sich verändernden wirtschaftlichen und schifffahrtstechnischen Entwicklungen stiegen Hamburgs Gegenforderungen für einen Flächentausch zur Sicherung eines Hamburger Vorhafens in der Elbmündung erheblich an. Am Ende stand ein Tausch von Teilen des Amerikahafens gegen Staatsgebiet im Watt um Neuwerk für einen Tiefwasserhafen Hamburgs in der Außenelbe, der jedoch bisher nicht realisiert worden ist. Zu dieser Zeit war Paul Nevermann Erster Bürgermeister Hamburgs.
Es gab Stimmen, die bezweifelten, dass der Vertrag rechtens war. Zum einen sei das Watt Bundeswasserstraße und damit nicht im Eigentum des Landes, zum anderen müsse die Änderung von Landesgrenzen von einem Bundesgesetz geregelt werden.

## Entstehung des Vertrags
Die Sicherung der Schifffahrt war für Hamburg immer von zentralem wirtschaftspolitischem Interesse. Hierzu gehörte besonders der Schutz der Unter- und Außenelbe. Hamburgs Rechte an Gebieten um Neuwerk reichen bis in das 13. Jahrhundert zurück. Ende des 14. Jahrhunderts dehnten sich diese auf das Hamburger Amt Ritzebüttel aus, aus dem im 19. Jahrhundert Cuxhaven als Hamburger Staatsgebiet an der Elbmündung wurde.
Mit dem Groß-Hamburg-Gesetz von 1937 trat Hamburg dies an Preußen ab und vergrößerte andererseits das Hamburger Staatsgebiet um die damaligen Nachbarstädte Altona, Wandsbek und Harburg-Wilhelmsburg. Mit der vierten Durchführungsverordnung des Groß-Hamburg-Gesetzes sicherte es sich allerdings den Amerikahafen (227 Hektar) als Exklave im Cuxhavener Stadtgebiet und Hamburgs Außenposten an der Elbmündung.
Nach dem Zweiten Weltkrieg stieg der Anteil der Seefischerei an der Ernährungsbasis für eine dichtere Bevölkerung in Deutschland erheblich an. Cuxhavens Fischereihafenanlagen konnten hierfür aber nicht modernisiert und erweitert werden, da dies nur über das hamburgische Verwaltungs- und Interessengebiet im Cuxhavener Stadtgebiet möglich gewesen wäre. Die Stadt Cuxhaven strebte daraufhin an, dass Hamburg diese damals zum großen Teil brach liegenden Anlagen an Cuxhaven abgab. Auch die von Hamburg an den Bund verpachteten Marineanlagen waren damals ungenutzt.
Zu einem ersten Treffen in Cuxhaven trafen sich am 28. Juni 1948 in Cuxhaven Vertreter der Stadt Cuxhaven, der Länder Niedersachsen und Hamburg sowie der betroffenen Industrie. Teilnehmer waren unter anderen Karl Olfers (Oberbürgermeister Cuxhaven), Wilhelm Drexelius (Hamburger Senatssyndikus) und Friedrich Mühlradt (Hamburger Hafenbaudirektor). Hamburg verwies auf die damalige Unsicherheit und so zogen sich die Verhandlungen über die folgenden 12 Jahre.
In den 1950er Jahren stieg in Hamburg die Befürchtung, dass andere deutsche oder europäische Häfen an Bedeutung gewinnen würden, wenn Hamburgs Hafen durch die geringe Tiefe und Tideabhängigkeit der Elbe zwischen Cuxhaven und Hamburg von zukünftigen Frachtschiffgenerationen nicht mehr angelaufen würde. Als Lösung sollte ein Hamburger Vorhafen im Mündungsgebiet der Elbe entstehen, der entsprechenden Tiefgang erlaubte.
Wurden Ausweichflächen für einen Hamburger Vorhafen von ca. 500 Hektar wie bereits bei Erwägungen zwischen Preußen und Hamburg 1939 zunächst etwas weiter flussaufwärts erwogen, stiegen diese 1958 auf 1500 bis 2000 Hektar an.
Die vielfach stockenden Verhandlungen wurden immer wieder von Cuxhaven neu angestoßen, da der Hafenumbau nicht ohne Zustimmung Hamburgs möglich war. Karl Olfers kämpfte unter anderem auch gegen Widerstände des niedersächsischen Ministerpräsidenten Hinrich Wilhelm Kopf, der Hamburg kein Gebiet abtreten wollte. Erst 1959 bestätigte ein Schreiben von Friedrich Mühlradt Hamburgs Zustimmung zum verhandelten Generalplan. Eine Zustimmung Hannovers gab es nur indirekt durch die Freigabe der Mittel zum Neuen Fischereihafen im Haushalt 1960.
Inzwischen waren Zweifel an den geplanten Ausweichflächen für den Hamburger Vorhafen zwischen Ostemündung und Freiburg aufgekommen. Diese betrafen vor allem den erheblichen Aufwand, den dort notwendigen Tiefgang zu erhalten. Erst die natürliche Tiefe von 15 Meter in der Außenelbe vor Scharhörn entsprach den Vorstellungen der Planer um Hans Laucht. Der unerschlossene Wattgrund führte zu einem erheblichen Anstieg des Geländebedarfs auf etwa 5000 Hektar. Ein erster Generalplan zum Flächentausch entstand Ende 1960 und wurde in die Verhandlungen bis ins Frühjahr 1961 einbezogen.
Der Beschluss Niedersachsens zum Staatsvertrag erging am 25. April und der Hamburgs am 9. Mai 1961. Mitte Februar 1965 bestätigte der Bundesrat das entsprechende Bundesgesetz. Hamburg legte Wert auf den langfristigen Vorsorgecharakter des Vertrags, der keine konkrete Umsetzung eines Tiefwasserhafensprojekts vorausnahm, um die anstehenden Elbvertiefungsmaßnahmen nicht zu gefährden. Dennoch setzte Hamburg sehr bald alles daran, dieses Gebiet wie kaum ein anderes auf seine Beschaffenheit für ein solches Projekt genau zu untersuchen.

### Grenzpunkte
- Punkt A
- Punkt B
- Punkt C
- Punkt D

- Punkt A1
- Punkt A2

- Punkt X1
- Punkt X2

## Hamburger Tiefwasserhafen

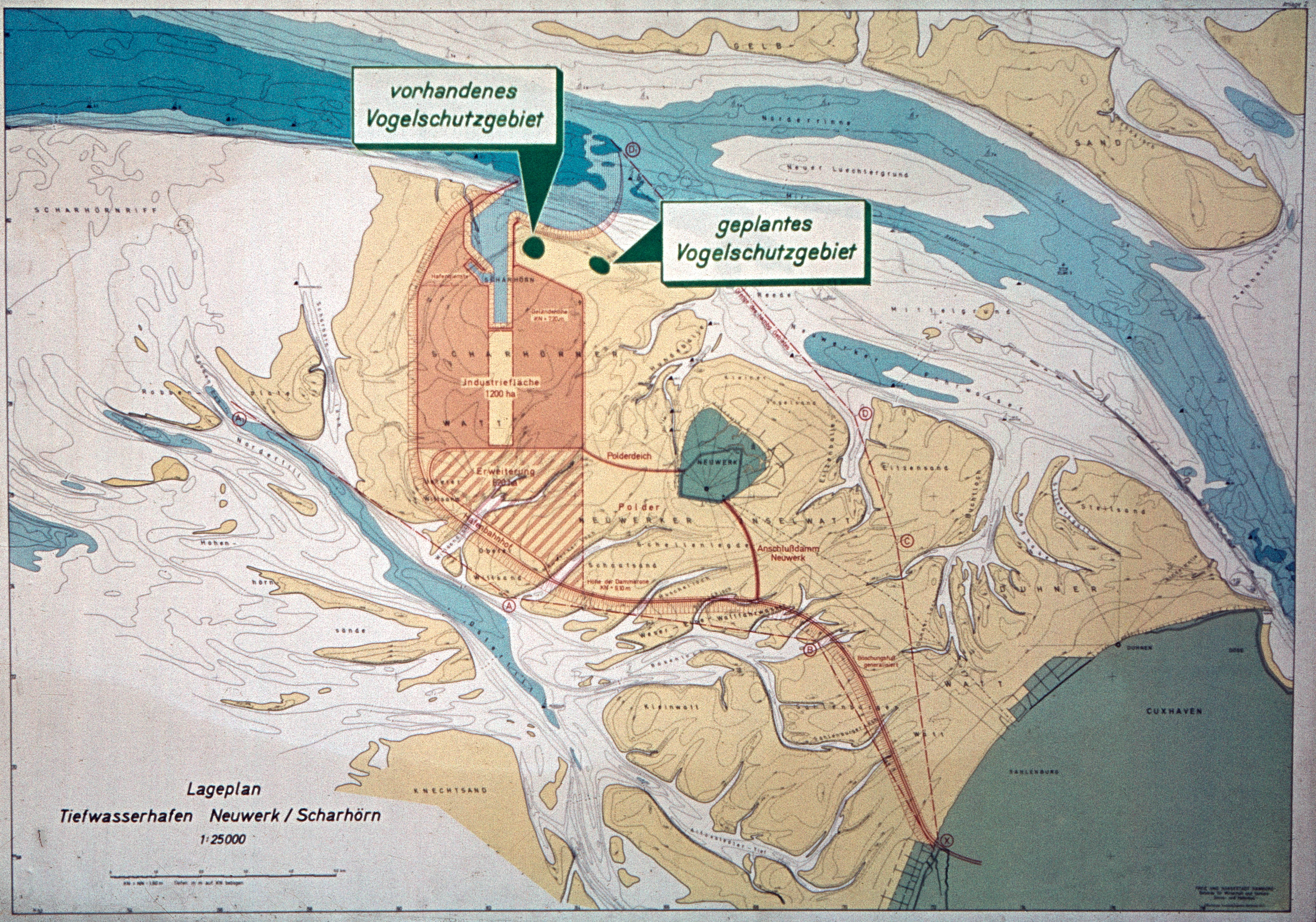
Karte des geplanten Hamburger Tiefwasserhafens und der künstlichen Insel

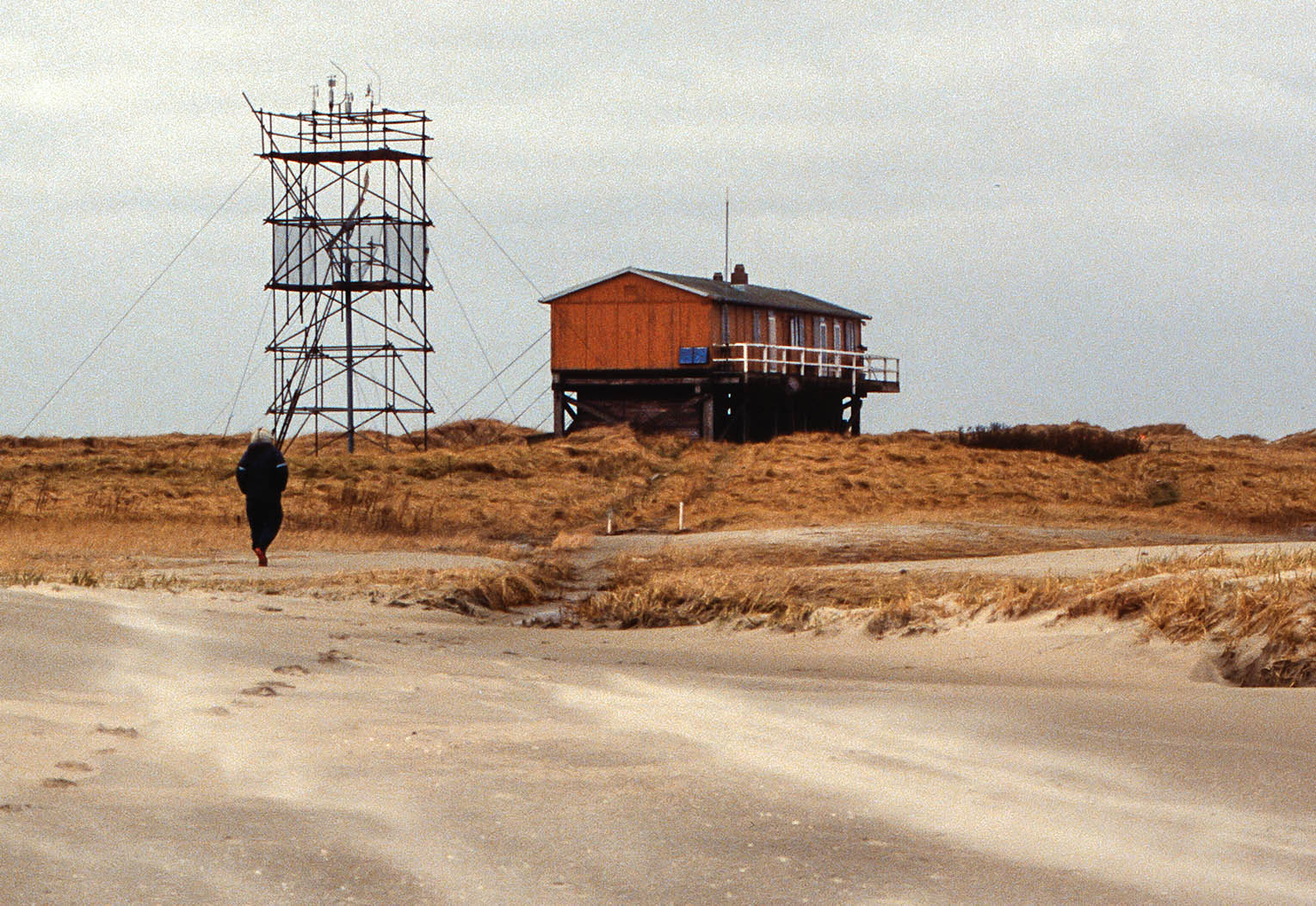
Das Hamburger Haus auf Scharhörn, Forschungsstation der Forschungsgruppe Neuwerk ab 1964 (Aufnahme von 1994)

Hamburg plante seit den 1950er Jahren einen eigenen Tiefwasserhafen im Bereich der Außenelbe vor Cuxhaven auf der Scharhörnplate mit eigener Bahnanbindung. Hierzu erwarb Hamburg sein ehemaliges Staatsgebiet, welches im Rahmen einer Gebietsreform 1937 an Preußen gegangen war, 1961 wieder von Niedersachsen zurück. Die detaillierte Forschung und Planung hierfür fand von 1962 an, unter anderem von der Station auf Scharhörn, durch die Forschungsgruppe Neuwerk statt. Mitte der 1980er Jahre verzichtete Hamburg jedoch auf den Bau und nutzte die Erkenntnisse 1989 zur Aufspülung der künstlichen Insel Nigehörn an geplanter Stelle. Kurz darauf wurde der Nationalpark Hamburgisches Wattenmeer eingerichtet. Das Projekt Tiefwasserhafen wurde wegen zahlreicher Proteste, hoher Kosten und geringer Unterstützung durch die Industrie nicht realisiert; es ist aber weiterhin im Hamburger Flächennutzungsplan als „Industriehafen Neuwerk / Scharhörn“ enthalten. Die gleichzeitige Ausweisung als Nationalpark stellt einen Zielkonflikt dar, der bei einer Aktivierung der Pläne zu lösen ist.